# Ferrovia Tralee-Dingle
La ferrovia Tralee-Dingle (in lingua inglese Tralee and Dingle Light Railway) fu una linea ferroviaria economica irlandese che collegò tra il 1891 e il 1953 la città di Tralee ai paesi sorti lungo la penisola di Dingle, tra cui l'omonimo villaggio e Castlegregory, ubicato sulla baia di Tralee.

## Storia
Il consiglio privato di sua maestà approvò il progetto di una linea ferroviaria tra Tralee e Dingle nel 1884, tuttavia fu solo grazie all'intervento del cavaliere di Kerry, sir Maurice Fitzgerald, che i lavori poterono essere finanziati quattro anni dopo. Nello stesso periodo fu istituita la Tralee And Dingle Light Railway (TDR) che iniziò i lavori all'altezza di Biennerville. Per decisione di Robert Worthington, il contraente principale, la ferrovia fu costruita a scartamento ridotto da 3 piedi (914 mm).
La linea, comprensiva della diramazione verso Castlegregory, fu aperta il 1º aprile 1891.
Nel 1925, l'esercizio passò alla Great Southern Railways (GSR) che chiuse il servizio passeggeri il 17 aprile 1939, sopprimendo contestualmente anche quello merci lungo il ramo di Castelgregory. Durante la fase più acuta della seconda guerra mondiale, nel 1944, fino al 1947, il trasporto di merci dovette essere effettuato solo in casi eccezionali. Dopo il 1947 fino alla chiusura definitiva della linea, avvenuta nel 1953, il servizio merci fu impiegato esclusivamente per un unico treno che si espletava l'ultimo sabato di ogni mese per il trasporto di bestiame alla fiera di Dingle.
Durante i primi anni novanta del XX secolo fu riposizionato un tratto di binario tra Blennerville e la periferia sud di Tralee. Nel 1993 l'ufficio turistico di Tralee avviò un servizio turistico lungo il breve tracciato impiegando una locomotiva a vapore che in origine aveva prestato servizio proprio lungo la ferrovia: la TDR 5. Il servizio fu sospeso nel 2006. Durante il 2009 fu ripreso impiegando una locomotiva diesel imprestata dalla West Clare Heritage Line.

## Caratteristiche
La linea era una ferrovia a binario semplice con scartamento di 914 mm. La velocità massima fu stabilita a 12 miglia all'ora per via dei numerosi attraversamenti stradali, circa settanta, la maggior parte privi di barriere.
La trazione rimase a vapore per tutto il periodo di attività.

## Percorso
| Pier | Unknown route-map component "exKDSTa" |  |  |  |

|  | Unknown route-map component "exBHF" |

|  | Unknown route-map component "exHST" |

|  | Unknown route-map component "exHST" |

|  | Unknown route-map component "exHST" |

|  | Unknown route-map component "exHST" |

|  | Unknown route-map component "exBHF" |

|  | Unknown route-map component "exHST" |

|  | Unknown route-map component "exHST" |

|  | Unknown route-map component "exHST" |

|  | Unknown route-map component "exABZg+l" | Unknown route-map component "exCONTfq" |  |  |

|  | Unknown route-map component "exBHF" |

|  | Unknown route-map component "exHST" |

|  | Unknown route-map component "exHST" |

|  | Unknown route-map component "exBHF" |

|  | Unknown route-map component "KBHFxa" |

| Unknown route-map component "KBHFaq" | Unknown route-map component "xABZgr" |  |  |  |

|  | Unknown route-map component "exHST" | Pier |  |  |

|  | Unknown route-map component "exSTR" | Unknown route-map component "exCONTg" |  |  |

|  | Unknown route-map component "exSTR" | Unknown route-map component "exABZg+l" | Unknown route-map component "exCONTfq" |  |

|  | Unknown route-map component "exKBHFe" | Unknown route-map component "exBHF" |  |  |

|  |  | Unknown route-map component "KBHFxa" |

|  |  | Continuation forward |

|  | Unknown route-map component "exKBHFa" |

|  | Unknown route-map component "exHST" |

|  | Unknown route-map component "exHST" |

| Unknown route-map component "exCONTgq" | Unknown route-map component "exABZg+r" |  |  |  |

|  | Unknown route-map component "exBHF" |

|  | Unknown route-map component "exCONTf" |

Note
- Ballinasteenig fu nota come Ballinsteenig fino al 1º ottobre 1898;
- Blennerville, tra il 1891 e il 1953 fu fermata ferroviaria, mentre con la ricostruzione del 1993 è divenuta stazione terminale;
- Castlegregory Junction in origine fu denominata Camp Junction;
- Glounagalt Bridge tra il 1895, anno di apertura, e il 1899 fu nota come Glenagalt Bridge.